# Cañar (kanton)
Cañar – kanton w Ekwadorze, w prowincji Cañar. Stolicą kantonu jest Cañar.